# 苯丙烯酮
苯丙烯酮（也称为丙烯酰苯）是一种有机化合物，结构简式C6H5C=OCH=CH2，属于不饱和芳香酮，可由苯乙酮与甲醛通过曼尼希反应合成。